# Schlacht bei Preßnitz
Wallerfangen – Dömitz – Haselünne – Wittstock – Rheinfelden – Breisach – Wittenweiher – Vlotho – Ochsenfeld – Chemnitz – Bautzen – Freiberg – Riebelsdorfer Berg – Dorsten – Preßnitz – La Marfée – Wolfenbüttel – Kempener Heide – Schweidnitz – Breitenfeld – Tuttlingen – Freiburg – Philippsburg – Jüterbog –  Jankau – Herbsthausen – Alerheim – Brünn – Korneuburg – Totenhöhe – Hohentübingen –  Triebl – Zusmarshausen – Wevelinghoven – Dachau –  Prag
In der Schlacht bei Preßnitz besiegten am 17. Märzjul. / 27. März 1641greg. im Dreißigjährigen Krieg die kaiserlichen Truppen unter Ottavio Piccolomini die Truppen Schwedens unter Feldmarschall Johan Banér.

## Verlauf
In Vorbereitung des Feldzugs der Truppen unter Johan Banér auf Regensburg schlug dieser sein Winterquartier 1640/1641 im oberpfälzischen Cham nahe der böhmischen Grenze auf, mit dem Ziel, sich mit den Regimentern des französischen Befehlshabers Jean Baptiste Budes de Guébriant vereinigen zu können. Am 7. Märzjul. / 17. März 1641greg. wurde dieses Lager von kaiserlichen Truppen angegriffen und die zahlenmäßig deutlich unterlegene und durch Verluste zudem geschwächte Armee Banérs musste – verfolgt von kaiserlichen Kavallerieregimentern – auf kürzestem Weg über böhmisches Gebiet eiligst den Rückzug nach Sachsen antreten.
Am 17. Märzjul. / 27. März 1641greg. zogen Banérs Truppen von Kaaden aus ins Erzgebirge in Richtung Preßnitz, in dessen Umgebung ein schweres, bis Mitternacht dauerndes Rückzugsgefecht entbrannte.
Banérs Truppen deckten sich den Rücken durch die im Norden und Süden des Städtchens gelegenen tiefen Wälder und errichteten sogar eine Wagenburg, von der aus sie die kaiserlichen Truppen mit Artillerie unter Beschuss nahmen. Unter deren Deckung zogen sich die schwedischen Truppen nach Annaberg zurück. Die schwedische Infanterie, von den Geschützen hinter der Wagenburg gedeckt, war in dem stark verschneiten und schlammigen Gelände gegenüber der schweren kaiserlichen Kavallerie zwar im Vorteil, doch erwies sich die zahlenmäßige Überlegenheit des Gegners als zu groß. Banér verlor etwa 4000 Mann, was nahezu einem Drittel der Truppenstärke entsprach. Gleichwohl entging das schwedische Heer einer völligen Niederlage; kurz nach dieser Schlacht starb Banér in einem Feldlager bei Halberstadt.